# Dierentuin van Kopenhagen
De dierentuin van Kopenhagen of København Zoo is een dierentuin in de Deense stad Frederiksberg, een gemeente binnen Kopenhagen. De dierentuin is 11 hectare groot en is een van Europa's oudste dierentuinen. De dierentuin heeft ongeveer 4200 dieren, verdeeld over 264 diersoorten.

## Geschiedenis
De dierentuin van Kopenhagen werd in 1859 opgericht door Niels Kjaerbolling. Hij richtte de dierentuin op in de voormalige tuinen van Prinsesse Vilhelmines Have, welke hij kreeg van de secretaris van Kopenhagen. Tegenwoordig bestaat het Prinsesse Vilhelmines Have grofweg nog uit het parkrestaurant, het voorplein, het ooievarenverblijf en het leeuwenverblijf. Twee jaar na de opening breidde het park zich al uit en kwam het gebied recht van de huidige hoofdingang erbij, wat meerdere malen werd verlengd. De eerste dieren die de bezoekers konden bezichtigen waren een paar arenden, kippen, eenden, uilen, konijnen, een vos, een zeehond in een badkuip en een schildpad in een emmer. Later kwamen er meer diersoorten bij en werd de focus vooral gelegd op het tonen van zoveel mogelijk diersoorten. Toen het welzijn van dieren een belangrijk onderwerp werd, werd het aantal diersoorten langzaamaan afgebouwd. Sinds de jaren 1980 onderging de dierentuin veel renovaties, waarbij de oude kooien vervangen werden door nieuwe, groot opgezette verblijven, die een betere leefomgeving gaven aan de dieren en een realistischer ervaring voor bezoekers. Het olifantenhuis en het Savannegebied zijn een goed voorbeeld hiervan. Veel van de oude gebouwen van de dierentuin zijn nog wel bewaard gebleven.

## Dieren
In de dierentuin van Kopenhagen leven ongeveer 4200 dieren, verdeeld over 264 verschillende soorten. Hieronder een overzicht van de enkele diersoorten die er leven in het park.

### Zoogdieren

#### Buideldieren
- Grijze reuzenkangoeroe
- Roodnekwallaby
- Tasmaanse duivel
- Wombat

#### Onevenhoevigen
- Maleise tapir
- Pony
- Steppezebra
- Witte neushoorn

#### Tandarme zoogdieren
- Kogelgordeldier
- Reuzenmiereneter
- Tweevingerige luiaard

#### Vleermuizen
- Nijlroezet
- Rodriguesvleerhond

#### Afrotheria
- Aziatische olifant
- Kleine egeltenrek

#### Overige zoogdieren
- Konijn
- Toepaja

#### Knaagdieren
- Bruine rat
- Capibara

- Huiscavia
- Huismuis

- Patagonische haas
- Zwartstaartprairiehond

#### Primaten
- Boliviaans doodshoofdaapje
- Chimpansee
- Dwergzijdeaapje
- Gouden leeuwaapje
- Goudkopleeuwaapje

- Keizertamarin
- Mantelbaviaan
- Pinchéaapje
- Ringstaartmaki

- Vari
- Witgezichtsaki
- Withandgibbon
- Zuid-Afrikaanse galago

#### Evenhoevigen
- Blesbok
- Impala
- Javaanse kleine kantjil
- Jerseyrund
- Kameel

- Lama
- Muskusos
- Netgiraf
- Nijlpaard
- Okapi

- Rendier
- Rode duiker
- Sabelantilope
- Varken
- West-Afrikaanse dwerggeit

#### Roofdieren
- Amoerluipaard
- Bruine beer
- Californische zeeleeuw
- Caracal
- Gewone zeehond

- IJsbeer
- Kleine panda
- Kleinklauwotter
- Leeuw
- Poolvos

- Reuzenpanda
- Siberische tijger
- Stokstaartje
- Wolf
- Zebramangoeste

### Reptielen
- Aziatische pad
- Bijengifkikker
- Blauwe pijlgifkikker
- Geelbuikvuurpad
- Gele tomaatkikker
- Gestreepte pijlgifkikker
- Groene pad
- Indische stierkikker
- Knoflookpad
- Krokodilsalamander
- Melkkikker
- Moskikker
- Poelkikker
- Roodbuikvuurpad
- Schilderskikker
- Schuimnestboomkikker

#### Schildpadden
- Ambonese doosschildpad
- Europese moerasschildpad
- Geelranddoosschildpad
- Kolenbranderschildpad
- Nieuw-Guinese tweeklauwschildpad
- Panterschildpad
- Stralenschildpad
- Vierteenlandschildpad

#### Slangen
- Afrikaanse boatandslang
- Anaconda
- Dumerils Madagaskar-boa
- Gewone koningsslang
- Groene boompython
- Jamaicaanse boa
- Koningspython
- Melkslang
- Russische rattenslang

#### Hagedissen
- Baardagame
- Berberskink
- Bonte varaan
- Dunvingergekko
- Fijileguaan
- Groene leguaan
- Kaaimanteju
- Luipaardgekko
- Madagaskardaggekko
- Nieuw-Caledonische gekko
- Pacifische varaan
- Slakkenskink
- Woestijnagame

#### Krokodillen
- Nijlkrokodil

### Vogels

#### Loopvogels
- Nandoe
- Struisvogel

#### Duiven
- Fazantduif
- Mauritiusduif
- Sclaters kroonduif

#### Spechtvogels
- Reuzentoekan
- Vuurkopbaardvogel

#### Roeipotigen
- Brilibis
- Kroeskoppelikaan
- Hamerkop
- Rode ibis

#### Eendvogels
- Afrikaanse dwergeend
- Chileense smient
- Ringtaling

#### Kraanvogelachtigen
- Kuifseriema
- Zwarte ral

#### Steltloperachtigen
- Alk
- Amerikaanse steltkluut
- Incastern
- Papegaaiduiker
- Zeekoet

#### Scharrelaarvogels
- Europese bijeneter
- Hop
- Noordelijke hoornraaf
- Trompetneushoornvogel

#### Hoendervogels
- Helmparelhoen
- Kip
- Kongopauw
- Roelroel

#### Zangvogels
- Amethistspreeuw
- Balispreeuw
- Dominicanerkardinaal
- Driekleurige glansspreeuw
- Groenstaartglansspreeuw
- Halsbandcotinga
- Indische blauwrug
- Jacarinagors
- Japanse nachtegaal
- Kaapse wever
- Kleine Cubavink
- Ménégaux' lijstergaai
- Rijstvogel
- Rode tangare
- Roodoorbuulbuul
- Shamalijster
- Zwartnekwever

#### Papegaaiachtigen
- Blauwgele ara
- Blauwkroontje
- Blauwvoorhoofdamazone
- Cuba-amazone
- Geelnekamazone
- Geelvleugelamazone
- Geelvoorhoofdamazone
- Grasparkiet
- Grijze roodstaartpapegaai
- Kea
- Papoealori
- Zwartwangagapornis

#### Toerako's
- Roodkuiftoerako
- Violette toerako

#### Overige vogels
- Bruine muisvogel
- Humboldtpinguïn
- Ooievaar
- Rode flamingo
- Sneeuwuil

## Fokprogramma's
Het park neemt deel aan meerdere internationale fokprogramma's en coördineert en beheert de EEP-stamboeken voor de Tasmaanse duivel, de papegaaiduiker, de papoea-jaarvogel, de gewone jaarvogel, de trompetneushoornvogel en de shamalijster.

## Controversieel selecteren
Op 9 februari 2014 kwam de dierentuin in opspraak, nadat de jonge en gezonde giraffe Marius gedood was onder aanbeveling van EAZA. Zijn lichaam werd voor een deel gevoerd aan de leeuwen in het park en voor een ander deel naar een wetenschappelijk instituut gebracht voor onderzoek. Veel mensen en verschillende dierentuinen waren tegen deze actie. De dierentuin bracht naar buiten dat dit gedaan werd om inteelt te voorkomen: de genen van de giraffe leken te veel op die van andere giraffen. Toch wilden enkele dierentuinen zoals Landgoed Hoenderdaell en Yorkshire Wildlife Park de giraffe overnemen. Zij hadden contact opgenomen met de dierentuin, maar kregen geen antwoord. Volgens wetenschappelijk directeur Bengt Holst was de broer van Marius aanwezig bij Yorkshire Wildlife Park, waardoor plaatsing daar al niet mogelijk was. Enkele weken later werden vier leeuwen (twee volwassenen en twee welpen van tien maanden oud) gedood om dezelfde reden als waarom de giraffe was gedood. Daarnaast kwam er een nieuwe mannelijke leeuw naar de dierentuin toe.